# جایزه روبان آبی برای بهترین هنرپیشه مرد
جایزه روبان آبی برای بهترین هنرپیشه مرد (انگلیسی: Blue Ribbon Awards for Best Actor) بخشی از جوایز سالانه روبان آبی است.

## فهرست برندگان
| شماره. | سال  | دریافت کننده          | فیلم                                                                        |
| ------ | ---- | --------------------- | --------------------------------------------------------------------------- |
| ۱      | ۱۹۵۰ | سو یامامورا           | Munekata Kyōdai                                                             |
| ۲      | ۱۹۵۱ | توشیرو میفونه         | Bakuro Ichidai Onna Gokoro Dareka Shiru                                     |
| 3      | 1952 | N/A                   | N/A                                                                         |
| 4      | 1953 | N/A                   | N/A                                                                         |
| 5      | 1954 | N/A                   | N/A                                                                         |
| ۶      | ۱۹۵۵ | هیسایا موریشیگو       | Meoto zenzai                                                                |
| ۷      | ۱۹۵۶ | کیجی سادا             | Anata Kaimasu Taifū Sōdōki                                                  |
| ۸      | ۱۹۵۷ | فرانکیه ساکای         | خورشید باکوماتسو Shiawase wa Orera no Negai                                 |
| ۹      | ۱۹۵۸ | ایچیکاوا رایزو (هشتم) | Enjō Benten Kozō                                                            |
| ۱۰     | ۱۹۵۹ | هیرویوکی ناگاتو       | My Second Brother                                                           |
| ۱۱     | ۱۹۶۰ | رنتارو میکونی         | Ōinaru Tabiji                                                               |
| ۱۲     | ۱۹۶۱ | توشیرو میفونه         | یوجیمبو Ánimas Trujano                                                      |
| ۱۳     | ۱۹۶۲ | تاتسویا ناکادای       | هاراکیری (فیلم ۱۹۶۲)                                                        |
| ۱۴     | ۱۹۶۳ | یوروزویا کینوسوکه     | بوشیدو، حماسه سامورایی                                                      |
| ۱۵     | ۱۹۶۴ | کیجو کوبایاشی         | Ware Hitotsubu no Mugi Naredo                                               |
| ۱۶     | ۱۹۶۵ | توشیرو میفونه         | ریش قرمز                                                                    |
| ۱۷     | ۱۹۶۶ | هاجیمه هانا           | Un ga Yokerya                                                               |
| ۱۸     | ۱۹۷۵ | بونتا سوگاوارا        | Cops vs. Thugs Torakku Yarō: Go-iken Muyō Torakku Yarō: Bakusō Ichibanhoshi |
| ۱۹     | ۱۹۷۶ | تتسویا واتاری         | Yakuza Graveyard                                                            |
| ۲۰     | ۱۹۷۷ | کن تاکاکورا           | Mount Hakkoda دستمال زرد خوشبختی                                            |
| ۲۱     | ۱۹۷۸ | کن اوگاتا             | روح خبیث (فیلم ۱۹۷۸)                                                        |
| ۲۲     | ۱۹۷۹ | تومیسابورو واکایاما   | Shōdō Satsujin Musuko Yo                                                    |
| ۲۳     | ۱۹۸۰ | تاتسویا ناکادای       | کاگه‌موشا 203 Kōchi                                                          |
| ۲۴     | ۱۹۸۱ | توشییوکی ناگاشیما     | Enrai                                                                       |
| ۲۵     | ۱۹۸۲ | کیوشی آتسومی          | Hearts and Flowers for Tora-san Tora-san، the Expert                        |
| ۲۶     | ۱۹۸۳ | کن اوگاتا             | تصنیف نارایاما گیشا (فیلم) The Catch Okinawan Boys                          |
| ۲۷     | ۱۹۸۴ | تسوتومو کامازاکی      | خاکسپاری (فیلم ۱۹۸۴) Farewell to the Ark                                    |
| ۲۸     | ۱۹۸۵ | مینورو چیاکی          | غروب خاکستری                                                                |
| ۲۹     | ۱۹۸۶ | کونیه تاناکا          | Uhohho tankentai                                                            |
| ۳۰     | ۱۹۸۷ | تاکانوری جینای        | Chōchin                                                                     |
| ۳۱     | ۱۹۸۸ | هاجیمه هانا           | Kaisha monogatari: Memories of You                                          |
| ۳۲     | ۱۹۸۹ | رنتارو میکونی         | ریکیو (فیلم)                                                                |
| ۳۳     | ۱۹۹۰ | یوشیو هارادا          | Roningai Ware ni Utsu Yōi Ari                                               |
| ۳۴     | ۱۹۹۱ | نائوتو تاکناکا        | Munō no Hito                                                                |
| ۳۵     | ۱۹۹۲ | ماساهیرو موتوکی       | سومو بکن، سومو نکن                                                          |
| ۳۶     | ۱۹۹۳ | هیرویوکی سانادا       | We Are Not Alone                                                            |
| ۳۷     | ۱۹۹۴ | ایجی اوکودا           | Like a Rolling Stone                                                        |
| ۳۸     | ۱۹۹۵ | هیرویوکی سانادا       | شاراکو East Meets West Kinkyū Yobidashi Emergency Call                      |
| ۳۹     | ۱۹۹۶ | کوجی یاکوشو           | مایل هستید برقصیم؟ (فیلم ۱۹۹۶) Nemuru Otoko Shabu Gokudō                    |
| ۴۰     | ۱۹۹۷ | کوجی یاکوشو           | مارماهی (فیلم) Lost Paradise درمان (فیلم ژاپنی)                             |
| ۴۱     | ۱۹۹۸ | تاکشی کیتانو          | آتش‌بازی (فیلم ۱۹۹۷)                                                         |
| ۴۲     | ۱۹۹۹ | کن تاکاکورا           | قطاربان                                                                     |
| ۴۳     | ۲۰۰۰ | یوجی اودا             | Whiteout                                                                    |
| ۴۴     | ۲۰۰۱ | نومورا مانسائی        | اونمیوجی                                                                    |
| ۴۵     | ۲۰۰۲ | کویچی ساتو            | KT                                                                          |
| ۴۶     | ۲۰۰۳ | توشی‌یوکی نیشیدا       | Get Up! Tsuribaka Nisshi 14                                                 |
| ۴۷     | ۲۰۰۴ | آکیرا ترائو           | اعتراف ناقص                                                                 |
| ۴۸     | ۲۰۰۵ | هیرویوکی سانادا       | Bōkoku no Ījisu                                                             |
| ۴۹     | ۲۰۰۶ | کن واتانابه           | Memories of Tomorrow                                                        |
| ۵۰     | ۲۰۰۷ | ریو کاسه              | I Just Didn't Do It                                                         |
| ۵۱     | ۲۰۰۸ | ماساهیرو موتوکی       | عزیمت‌ها                                                                     |
| ۵۲     | ۲۰۰۹ | تسوروبه شوفوکوتی      | دکتر عزیز                                                                   |
| ۵۳     | ۲۰۱۰ | ساتوشی تسومابوکی      | Villain                                                                     |
| ۵۴     | ۲۰۱۱ | یوتاکا تاکه‌نوچی       | اوبا: آخرین سامورایی                                                        |
| ۵۵     | ۲۰۱۲ | هیروشی آبه            | The Wings of the Kirin Thermae Romae Karasu no Oyayubi                      |
| ۵۶     | ۲۰۱۳ | کنگو کورا             | داستان یونوسوکه                                                             |
| ۵۷     | ۲۰۱۴ | تادانابو آسانو        | مرد من (فیلم ۲۰۱۴)                                                          |
| ۵۸     | ۲۰۱۵ | یو اوایزومی           | کاکه‌کومی                                                                    |